# 古瀨信號場
古瀨信號場（日语：／ Furuse Shingōjō */?）是位於北海道北海道白糠郡白糠町的北海道旅客鐵道（JR北海道）根室本線的信號場，原為鐵路車站，因使用人數不足而於2020年3月14日終止客運營業。客運末期的車站編號為K46。

## 結構

### 現時狀況
結束客運營業後，最初只是拆去月台上的站牌，月台仍然保留着，但2021年中時，相關的月台已經被拆去，只在原1號月台出入口近建築物前豎立了一塊「古瀨站跡」的展示牌。然而，由於班次上的編排，本處常被安排作為列車交換之用。

### 車站年代
設有兩個側式月台，以「千鳥式月台」的設計建成，1號月台連接建有一條細小的架空橋接駁至旁邊的小路，再行約400米便可到達主要路口。而1號月台旁邊，則建有一座兩層高的建築物，並附有「鐵路財產標」，曾經是作為職員宿舍之用，後來被棄用，外牆亦出現破損，但2016年經歷過翻新工程，現時仍使用中，但用途不明。而在這兩層建築物旁，則另建有一座單層式的水泥建的線路控制房。
廢除客運營業前，部份普通列車班次已經不停靠本站，每天只停靠4班往釧路的下行班次，及3班上行往帶廣、芽室的班次。當中1號月台為主線，而2號月台為副線，過往，除非避車外，大部份上落客列車均會停靠在1號月台，但終止前則以2號月台開出的班次較多。
無人化後，最初由白糠站管理，後來轉由音別站所管理。

#### 月台配置
木建月台，長度約為50-60米，可停靠2輛編成的列車。由於2個月台相距達80米，前往2號月台的乘客，會採用直接沿小路至平交道橫過後前往，或利用1號月台向釧路方向的末端返回小路後再橫過平交道。
（資料為2020年3月結束客運前的最後班次）
| 月台 | 路線      | 方向 | 前往     | 備注    |
| ---- | --------- | ---- | -------- | ------- |
| 1    | ■根室本線 | 下行 | 釧路方面 | 每天2班 |
| 1    | ■根室本線 | 上行 | 芽室方面 | 每天1班 |
| 2    | ■根室本線 | 下行 | 釧路方面 | 每天2班 |
| 2    | ■根室本線 | 上行 | 帶廣方面 | 每天2班 |

## 歷史
- 1954年7月1日：國有鐵道 開設古瀨信號場，並配置職員。
- 1971年8月1日：信號場無人化。
- 1987年4月1日：國鐵分割民營化後，由JR北海道繼承。同時升格為車站。
- 1990年3月10日：設定營業距離。
- 2019年12月11日：JR北海道向白糠町表達、因使用者人數不足，車站將於2020年3月時間表改正時廢站[3]。
- 2020年3月14日：車站終止旅客營業。[4][5]，轉型為古瀬信号場[6]。

## 車站周邊
車站主要被周圍的森林所包圍，並有少量的奶農在此生活。本車站亦是其中一個秘境車站。車站道路亦沒有得到很好的維護。

## 相鄰車站
北海道旅客鐵道（JR北海道）
■根室本線
音別（K45）－（古瀨信號場）－白糠（K47）

## 外部連結
- （日語）JR北海道 – 古瀨車站（页面存档备份，存于）
- （日語）古瀨車站
- （日語）全驛參觀之旅 （页面存档备份，存于）